# Girolamo Graziani

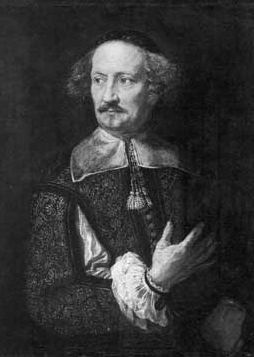
Benedetto Gennari, Porträt des Girolamo Graziani

Girolamo Graziani (* 1. Oktober 1604 in Pergola; † 11. September 1675 in Pergola) war ein italienischer Dichter am Hof der Este, Erster Sekretär des Herzogs von Mantua und diente den Este als Diplomat. Er war außerdem Autor von Epen und Panegyriken.

## Leben
Girolamo Graziani wurde als Sohn von Antonio Graziani, der in Ferrara als Auditor für die Rota Romana (nicht gleichzusetzen mit dem Uditore in der päpstlichen Diplomatie) tätig war, geboren. Im Mai 1619 erhielt Antonio Graziani eine Stelle als Stadtvogt in Modena, weshalb die Familie dorthin übersiedelte.
Girolamo erhielt schon als Kind Unterricht in Literaturwissenschaft und begann früh, selbst zu dichten. Mit sechzehn Jahren publizierte er in Parma seinen ersten Gedichtband, Rime, den er Fürst Federico Ubaldo della Rovere widmete. Der 1621 erschienene Band enthält 106 Sonette, von denen zwei der Schauspielerin Orsola Posmoni gewidmet sind, die für die Compagnia degli Accesi unter dem Namen Flaminia auftrat. Außerdem beinhaltet der Gedichtband ein Epithalamium für die Hochzeit von Federico Ubaldo della Rovere mit Claudia de’ Medici mit dem Titel Il bagno di Venere und zwei Panegyriken, von denen einer Giulia d'Este und der andere Alfonso III. d’Este gewidmet ist.
Philipp H. Külb und Charles Dudley Warner zufolge absolvierte Graziani sein Studium in Bologna und Padua, wobei Külb von einem Studium der Geschichtswissenschaft und der schönen Künste (belle arti) spricht. Dem stellt der Historiker Fabio Tarzia ein Studium der Rechtswissenschaft und Literatur in den Städten Parma und Bologna entgegen, zwischen denen Graziani in seiner Studienzeit gependelt sein soll. Auch der Lebenslauf Grazianis, der einer Ausgabe des Conquisto di Granata von 1835 beigefügt ist, nennt Parma und Bologna als Studienorte des Dichters.
Nach der Beendigung seiner Studien konnte er erfolgreich seine ersten kleineren Dichtungen publizieren. Mit seinem ersten Epos, „Cleopatra“, das er im Alter 22 veröffentlichte, zog er die Aufmerksamkeit von Francesco I. d’Este, Herzog von Modena auf sich, der ihn an seinen Hof berief. 1637 ernannte er ihn zu seinem Sekretär und schenkte ihm die Grafschaft Sarzano, eine reiche Domaine im Herzogtum Reggio. Unter der Patronage seines Gönners konnte sich Graziani ganz der Dichtung widmen. Seine meisten Werke fallen in die Zeit in Modena.
Sein zweites Epos behandelt die Eroberung von Granada in 26 Gesängen (Il conquisto di Granada. Modena 1650. 4. Paris 1654. 12. 2 Voll. Bologna 1672. 4. Venetia 1789. 8. 2 Voll. auch in dem Parnasso italiano, Tom. 38 et 39) obschon es von Manchen wegen des wohlangelegten Planes, welcher jedoch Mendozas Epos Las guerras de Granada entlehnt ist, der Cleopatra vorgezogen wird. Auch die Tragödie Cromwell (Il Cromuele, tragedia. Bologna 1671. 4.), welche lange wegen der Wahrheit der Charaktere und wegen der strengen Beobachtung der Kunstregeln als ein Meisterwerk betrachtet wurde, erscheint uns als ein getüfteltes und steifes Machwerk. Er verfasste außerdem Lieder, Sonette, Madrigale und Gedichte, die in dem Buch Varie poesie 1662 in Modena gedruckt worden sind.
Im Jahr 1655 machte Graziani eine Reise nach Frankreich und schrieb während seines Aufenthaltes in ein panegyrisches Gedicht auf den Kardinal Jules Mazarin: Il Colosso (Paris 1656 fol.) Auch Ludwig XIV. war ein Adressat seiner Panegyrik. Er kehrte dann nach Italien zurück. Wegen einer Krankheit verließ er den Hof von Modena und zog sich in seine Heimat zurück, wo er am 10. Sept. 1675 starb.
Graziani war Mitglied der Accademia dei Gelati in Bologna, der Accademia degli Incogniti in Venedig und der Accademia della Crusca in Florenz.

## Veröffentlichungen (Auswahl)

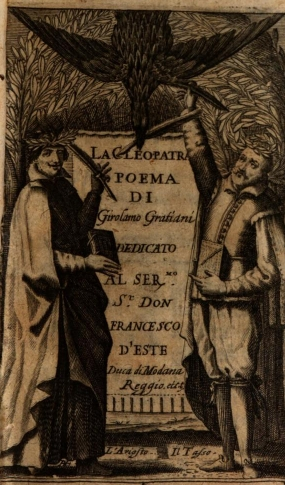
La Cleopatra (1632)

- Rime di Girolamo Graziani della Pergola. Al Sereniss.Sig. e Padrone il sig.re Principe di Urbino, Parma, Anteo Viotti, 1621
- L'Iride, per le nozze serenissime di Maria Farnese Principessa di Parma e Francesco d'Este Duca di Modena. Canzone. Reggio, Flaminio Bartoli, 1631
- La Cleopatra. Poema in 13 Canti. Venezia, Sarzina, 1632
- La Calisto. Panegirico in sesta rima alle glorie di Cristina regina di Svezia. Parigi, Agostino Courbé, 1644
- Nelle Nozze di Margherita d'Este e di Fernando Gonzaga Duchi di Guastalla. Canzone. Modena, Soliani, 1647
- Lo Specchio della Gloria nelle Nozze de i Serenissimi Principi Francesco D'Este e Vittoria Farnese Duchi di Modana. Epitalamio del Sig. Girolamo Gratiani Segretario di S.A. Serenissima. Sestine. Modena, Cassiani, 1648
- Il Conquisto di Granata. Poema in 26 Canti cogli argomenti di Flaminio Calvi. Modena, Soliani, 1650
  - Erste deutsche Übersetzung: Girolamo Graziani: Die Eroberung von Granada, ein episches Gedicht in vier und zwanzig Gësängen nach dem Italienischen des Hieronymus Graziani. Band 1. Heinrich Haubenstricker, Nürnberg 1834 (google.it – italienisch: Il Conquisto di Granata. Poema in XXVI Canti. Übersetzt von Christian Martin Winterling).
- La Gara delle Stagioni. Torneo a cavallo, rappresentato in Modena nel passaggio de' Sereniss. Arciduchi Ferdinando Carlo, Sigismondo Francesco d'Austria, ed Arciduchessa Anna di Toscana. Modena, Cassiani, 1652
- Il Colosso Sacro. Alle Glorie del Card. Mazzarino. Panegirico in Sesta Rima. Parigi, Stamperia reale, 1655
- Breve e sincerissima informazione di quanto è successo negli emergenti ultimamente occorsi per l'invasione seguita delle Armi Spagnuole ne' Stati del Duca di Modena. Modena, Cassiani, 1655
- Apologia dell'Informazione pubblicata dal Segretario del Duca di Modena dopo la ritirata dell'Armi Spagnuole dall'invasione de' Stati di S.A.S.. Opera curiosa ed elegante di un Cittadino Modenese. E per maggiore comodità e soddisfazione de' lettori si è qui inserita l'informazione suddetta. s. l. [Modena], s. s. [Cassiani?], 1655
- Il Trionfo della Virtù. Festa d'Armi a Cavallo rappre-sentata nella nascita del Serenissimo Principe di Modena. Modena, Soliani, 1660
- Varie Poesie e Prose, Modena, Soliani, 1662.
- L'Ercole Gallico. Alle Glorie della Sacratissima Maestà del re Cristianissim. Luigi XIV. Panegirico in Sesta Rima. Modena, Soliani, 1666
- Il Cromuele. Tragedia. Bologna, Manolessi, 1671
- Applauso profetico alle Glorie del re Cristianissimo Luigi XIV. panegirico in Sesta Rima. Modena, Soliani, 1673